# 天藍色 (紋章學)
天藍色（Bleu celeste）在紋章學中並非常用顏色 。在第一次世界大戰之後，天藍色首先在歐洲大陸開始作為紋章學顏色使用。氣候在英格蘭，天藍色被作為皇家空軍的紋章使用。現在紋章院已收錄天藍色作為紋章用色。